# Smalle klerenmot
De smalle klerenmot (Niditinea striolella) is een vlinder uit de familie echte motten (Tineidae). De wetenschappelijke naam is voor het eerst geldig gepubliceerd in 1931 door Matsumura.
De soort komt voor in Europa.